# Mia Mottley
Mia Amor Mottley (født 1 . oktober 1965) er en barbadisk politiker. Hun blev landets premierminister 25. maj 2018 efter at hendes parti, Barbados Labour Party, vandt parlamentsvalget. Mottley er den første kvindelige statsminister på Barbados.

## Liv og virke
Mottley er jurist. Hun studerede ved London School of Economics i Storbritannien.
I 1991 gik Mottley ind i politik. Hun repræsenterede partiet Barbados Labor Party (BLP). Fra 1991 til 1994 var hun senatsmedlem, og i 1994 blev hun valgt til underhuset (House of Assembly) i Barbados' parlament. Hun blev straks medlem af regeringen og mellem 1994 og 2008 havde hun en række ministerposter. Hun var minister for uddannelse, kultur og ungdom (1994–2001), justitsminister og indenrigsminister (2001–2006), vicepremierminister (2003–2006) og minister for økonomi og udvikling (2006–2008). Fra 2008 til 2010 var hun partileder i BLP og oppositionleder i parlamentet. Hun genvant partilederposten i 2013. Mottley var første kvinde som både justitsminister og som oppositionleder i Barbados.
Ved valget 24. maj 2018 vandt BLP alle 30 pladser i House of Assembly. Hun blev taget i ed som premierminister af generalguvernør Sandra Mason dagen efter valgsejren. Hun er første kvindelige premierminister siden Barbados blev uafhængig af Storbritannien i 1966 .